# 2750 Loviisa
2750 Loviisa eller 1940 YK är en asteroid i huvudbältet som upptäcktes den 30 december 1940 av den finske astronomen Yrjö Väisälä vid Storheikkilä observatorium. Den har fått sitt namn efter den finska staden Lovisa.
Asteroiden har en diameter på ungefär 5 kilometer.